# Basket Massafra
Basket Massafra è stata la principale società di pallacanestro maschile di Massafra, comune in provincia di Taranto. La società ha dichiarato fallimento dopo la retrocessione in B dilettanti.

## Storia
La storia del Basket Massafra nasce negli anni '80. Per anni si impegna all'insegnamento della disciplina cestistica ai ragazzi e bambini nell'unico campo da basket allora esistente, quello della scuola elementare "E. De Amicis" di Massafra, prima con un campo esterno in asfalto e dopo con uno interno, più stretto, pavimentato in mattoni.
Il Basket Massafra nasce ufficialmente il 30 agosto 2010 dalle ceneri della precedente società denominata "G.S. Basket Massafra". L'ex presidente Nino Castiglia aveva infatti deciso di rassegnare le proprie dimissioni e di lasciare la società nelle mani del sindaco di Massafra Martino Tamburrano. Alla fine di agosto 2010 viene costituita la nuova società, la quale perde la denominazione "Gruppo Sportivo", e la squadra viene regolarmente iscritta alla Serie A Dilettanti 2010-2011, al termine della quale retrocede in B dilettanti, dichiarando poi il fallimento per mancanza di fondi.

## Roster 2010-11
|   | Naz.                                     | Ruolo | Sportivo               |  | Alt. |  |  |
| - | ---------------------------------------- | ----- | ---------------------- |  | ---- |  |  |
| - | Italia (bandiera)                        | P     | Nicola Basanisi        |  | 185  |  |  |
| - | Italia (bandiera)                        | P     | Giovanni Laquintana    |  | 185  |  |  |
| - | Italia (bandiera)                        | PG    | Tommaso Rossetti       |  | 188  |  |  |
| - | Italia (bandiera)                        | GA    | Maurizio Cucinelli     |  | 196  |  |  |
| - | Italia (bandiera)                        | G     | Andrea Cigliani        |  | 193  |  |  |
| - | Italia (bandiera)                        | GA    | Ivan Scarponi          |  | 196  |  |  |
| - | Italia (bandiera)                        | A     | Eligio Cavallo         |  | 199  |  |  |
| - | Argentina (bandiera) · Italia (bandiera) | AG    | Silvio Gigena          |  | 198  |  |  |
| - | Italia (bandiera)                        | AC    | Paolo Pelliccione      |  | 203  |  |  |
| - | Italia (bandiera)                        | C     | Francesco Quaglia      |  | 208  |  |  |
| - | Italia (bandiera)                        | AG    | Maurizio Marra         |  | 191  |  |  |
| - | Italia (bandiera)                        | P     | Cosimo Damiano Scarano |  | 167  |  |  |

## Cestisti
- Leo Ricci